# U21-VM i beachvolley 2021
 U21-världsmästerskapet i beachvolleyboll 2021 hölls 14-19 december i Phuket, Thailand.. Samma stad arrangerade U19-världsmästerskapet i beachvolleyboll 2021 6-11 december.
Herrtävlingen vanns av Jonatan Hellvig och David Åhman, Sverige och damtävlingen av Anhelina Chmil och Tetiana Lazarenko, Ukraina
| Gren   | Guld                                     | Silver                                                | Brons                                      |
| Damer  | Ukraina Anhelina Chmil Tetiana Lazarenko | Spanien Daniela Alvarez Mendoza Sofia Gonzalez Racero | Schweiz Menia Bentele Leona Kernen         |
| Herrar | Sverige Jonatan Hellvig David Åhman      | Italien Gianluca Dal Corso Marco Viscovich            | Ryssland Dmitrij Veretiuk Aleksej Archipov |